# Mistrovství Československa v atletice 1989
Mistrovství Československa mužů a žen v atletice 1989 v kategoriích mužů a žen se konalo v Banské Bystrici. Hlavní část mistrovství proběhla v sobotu 22. července a v neděli 23. července. Pouze dvě finálové disciplíny (běh na 10 000 metrů mužů a běh na 10 000 metrů žen) byly na pořadu už v pátek 21. července.
Na mistrovství z různých důvodů nestartovali Jan Železný, Jiří Hudec a Milan Mikuláš. Nejmladší mistryní Československa se stala teprve šestnáctiletá Kamila Holpuchová v chůzi na 10 km žen. Dvojnásobnými mistry Československa se stali Erika Suchovská a Jiří Valík. Taťána Slaninová (Kocembová) zvítězila v běhu na 400 m, ale její čas byl jen průměrný. V hodu diskem zvítězil Gejza Valent a Imrich Bugár se musel spokojit s druhým místem.

## Československé rekordy
Na mistrovství tentokrát nebyl překonán žádný československý rekord.

## Medailisté

### Muži
| Soutěž         | Zlato                                                                     | Stříbro                                                                         | Bronz                                                                       |
| 100 m          | Jiří Valík 10,35                                                          | Jiří Mezihorák 10,47                                                            | Ľuboš Chochlík 10,58                                                        |
| 200 m          | Jiří Valík 21,16                                                          | Radek Stupka 21,23                                                              | Ivo Rýznar 21,44                                                            |
| 400 m          | Ľuboš Balošák 46,57                                                       | Jiří Janoušek 47,00                                                             | Michal Báča 47,32                                                           |
| 800 m          | Marcel Theer 1:50,94                                                      | Pavel Hujer 1:51,32                                                             | Jaromír Skalický 1:51,46                                                    |
| 1500 m         | Pavel Šourek 3:48,13                                                      | Milan Drahoňovský 3:48,16                                                       | Zdeněk Dúbravčík 3:48,91                                                    |
| 5000 m         | Pavel Michálek 13:48,08                                                   | Luboš Šubrt 13:50,24                                                            | Ivan Uvizl 13:51,54                                                         |
| 10 000 m       | Martin Vrábeľ 28:45,05                                                    | Ivan Uvizl 28:45,46                                                             | Lubomír Tesáček 28:45,79                                                    |
| 110 m př.      | Aleš Höffer 13,79                                                         | Pavel Šáda 14,02                                                                | Igor Kováč 14,16                                                            |
| 400 m př.      | Jozef Kucej 49,80                                                         | Petr Krejčíř 51,86                                                              | Roman Kamas 52,26                                                           |
| 3000 m př.     | Jiří Švec 8:38,08                                                         | Luboš Gaisl 8:38,82                                                             | Marián Hunčík 8:46,41                                                       |
| 4 × 100 m      | Jiří Mezihorák Jindřich Roun Karel Kopeček Zbyněk Vinš Sparta Praha 40.24 | Pavel Šáda Pavel Polomský Radek Stupka Milan Kalina Dukla Praha 40.48           | Tomáš Vaňkát Pavel Holomek Ján Šteso Petr Krtil Sparta Praha B 41.70        |
| 4 × 400 m      | Pavel Weiser Pavel Hošek Roman Zeliska Jiří Janoušek RH Praha 3:12.07     | Josef Zwolinski Karel Szotkowski Marcel Theer Tomáš Komárek Dukla Praha 3:12.73 | Michal Halbich Pavel Seidl Miloslav Sýkora Michal Báča Slavia Praha 3:13.95 |
| Skok do výšky  | Róbert Ruffíni 221 cm                                                     | Milan Machotka 221 cm                                                           | Zdeněk Kubišta 215 cm                                                       |
| Skok o tyči    | Zdeněk Lubenský 540 cm                                                    | František Jansa 520 cm                                                          | Pavel Sluka 500 cm                                                          |
| Skok daleký    | Milan Gombala 755 cm                                                      | Ivo Krsek 746 cm                                                                | Vladimír Handl 720 cm                                                       |
| Trojskok       | Jaroslav Mrštík 16,54 m                                                   | Ivo Bilík 16,15 m                                                               | Pavel Wiedermann 16,09 m                                                    |
| Vrh koulí      | Remigius Machura 19,17 m                                                  | Karel Šula 18,48 m                                                              | Jozef Lacika 18,07 m                                                        |
| Hod diskem     | Gejza Valent 63,50 m                                                      | Imrich Bugár 62,90 m                                                            | Zdeněk Kohout 57,76 m                                                       |
| Hod kladivem   | František Vrbka 72,42 m                                                   | Pavel Sedláček 71,72 m                                                          | Milan Malát 70,74 m                                                         |
| Hod oštěpem    | Zdeněk Nenadál 77,48 m                                                    | Vladimír Daněk 75,74 m                                                          | Pavol Jackuliak 75,48 m                                                     |
| Desetiboj      | Lubomír Matoušek 6939 bodů                                                | Zdeněk Vymětal 6798 bodů                                                        | Miloš Pečinka 6778 bodů                                                     |
| Chůze na 20 km | Ján Záhončík 1:23,39                                                      | Pavol Blažek 1:24,39                                                            | Roman Mrázek 1:25,15                                                        |

### Ženy
| Soutěž         | Zlato                                                                                  | Stříbro                                                                                 | Bronz                                                                                 |
| 100 m          | Erika Suchovská 11,59                                                                  | Monika Špičková 11,61                                                                   | Andrea Zsideková 12,78                                                                |
| 200 m          | Erika Suchovská 23,84                                                                  | Monika Špičková 24,09                                                                   | Daniela Weegerová 24,34                                                               |
| 400 m          | Taťána Slaninová 52,90                                                                 | Helena Dziurová 54,19                                                                   | Marcela Tomšová 54,31                                                                 |
| 800 m          | Gabriela Sedláková 2:02,09                                                             | Petra Pokorná 2:02,13                                                                   | Věra Brücknerová 2:08,00                                                              |
| 1500 m         | Milena Strnadová 4:22,87                                                               | Jana Kučeríková 4:24,28                                                                 | Monika Zientková 4:27,29                                                              |
| 3000 m         | Jana Kučeríková 9:10,13                                                                | Alena Močáriová 9:10,89                                                                 | Andrea Sollárová 9:42,03                                                              |
| 10 000 m       | Alena Peterková 33:11,70                                                               | Alena Močáriová 33:15,84                                                                | Monika Hamhalterová 33:25,73                                                          |
| 100 m př.      | Blanka Hladká 13,58                                                                    | Gabriela Váňová 13,83                                                                   | Radka Tremlová 14,05                                                                  |
| 400 m př.      | Zuzana Machotková 58,91                                                                | Hana Nováková 59,62                                                                     | Kamila Kortišová 60,49                                                                |
| 4 × 100 m      | Pavlína Sýkorová Daniela Weegerová Andrea Zsideková Jana Křivánková Slavia Praha 45.94 | Heda Čechová Karolína Severová Michaela Svobodová Monika Špičková Bohemians Praha 48.49 | Radka Tremlová Dana Koubová Šárka Kadlubcová Ivana Rubášová Škoda Plzeň 49.04         |
| 4 × 400 m      | Dana Pohořelá Julie Bernardová Klára Fuksová Věra Kopičová LIAZ Jablonec n/N 3:51.30   | Kateřina Vašková Jitka Turková Ivana Vrbovská Erika Suchovská Univerzita Brno 3:54.03   | Lenka Sotonová Lenka Dřízhalová Jitka Dřízhalová Jana Švejdová Slovan Liberec 3:57.94 |
| Skok do výšky  | Šárka Nováková 183 cm                                                                  | Šárka Kašpárková 183 cm                                                                 | Alica Checová 175 cm                                                                  |
| Skok daleký    | Vanda Nováková 604 cm                                                                  | Monika Mihalovičová 597 cm                                                              | Dagmar Muchová 584 cm                                                                 |
| Vrh koulí      | Soňa Vašíčková 17,39 m                                                                 | Alena Vitoulová 16,89 m                                                                 | Renata Bruková 16,56 m                                                                |
| Hod diskem     | Martina Polišenská 55,24 m                                                             | Vladimíra Malátová 53,34 m                                                              | Olga Cinibulková 51,96 m                                                              |
| Hod oštěpem    | Elena Révayová 56,26 m                                                                 | Jitka Štolfová 52,74 m                                                                  | Ivona Oravcová 51,50 m                                                                |
| Sedmiboj       | Marcela Podracká 6034 bodů                                                             | Helena Jónová 5548 bodů                                                                 | Dagmar Vávrů 5258 bodů                                                                |
| Chůze na 10 km | Kamila Holpuchová 50:25                                                                | Zuzana Zemková 50:39                                                                    | Jitka Bičianová 51:51                                                                 |